# ジェニファー・ロペス
ジェニファー・ロペス（Jennifer Lopez, 1969年7月24日- ）は、アメリカ合衆国の女優・歌手・ダンサー・プロデューサー。本名 ジェニファー・リン・ロペス(Jennifer Lynn Lopez)。ジェニファーの一般的な愛称 である「ジェン」で呼ばれ、一人称で用いることもある。ジャネット・ジャクソンのバックダンサーを務めたこともあり、「ダンスの女王」とも呼ばれる。ソーシャルメディアで多くのフォロワーを抱えており、特にインスタグラムでは最もフォロワーが多い人物の1人(フォロワー2.4億人)。
そして、2011年には米ピープル誌の「世界で一番美しい女性ランキング」で1位に輝いた。また、J. Lo（ジェイロー）という愛称でも呼ばれており、この愛称を冠した香水や衣服も発売されている。

## 来歴

### 生い立ち
ニューヨーク市ブロンクスにて、プエルトリコ系アメリカ人の両親の間に生まれた。

### 俳優活動
幼い頃から俳優を志し、1986年公開の映画『マイリトルガール きらめきの夏』でデビュー。1990年、大阪市にて開催された国際花と緑の博覧会 (EXPO '90) の会場内で披露されたミュージカル『シンクロニシティ』にて舞台デビュー。映画やテレビドラマの脇役として活動した後に1995年公開『ミ・ファミリア』で本格的な映画デビューを果たす。
1997年公開の『セレナ』でゴールデングローブ賞候補となり、翌年公開の『アウト・オブ・サイト』のヒットによりトップスターとなった。

### 音楽活動

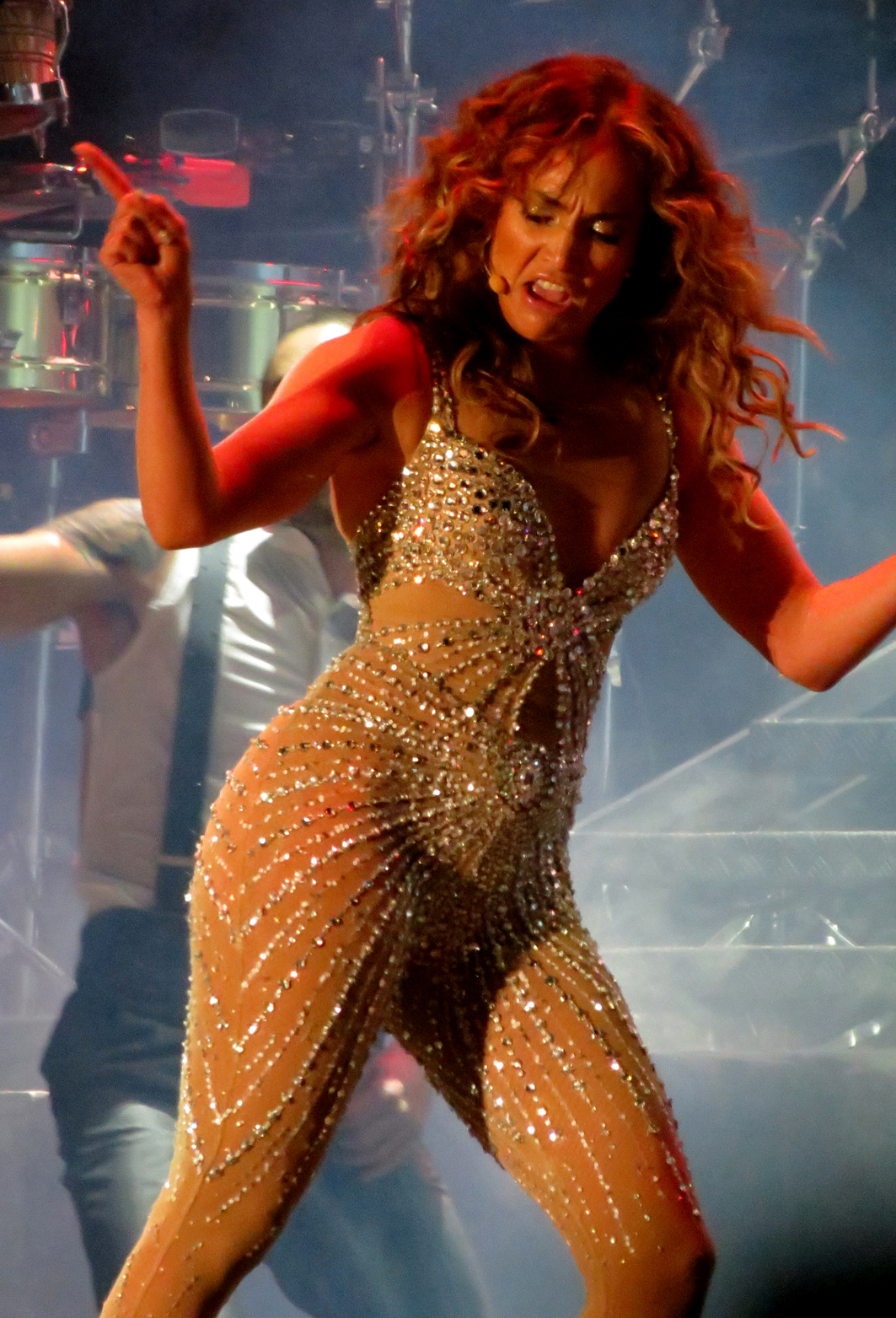
2012年

1999年にロドニー・ジャーキンス (Rodney Jerkins) らのバックアップにより、歌の世界に進出。デビューアルバム『On The 6』からのシングル『If You Had My Love』がBillboard Hot 100で5週連続1位の大ヒットになり、同アルバムは米国内で300万枚以上を売り上げた。
セカンド・アルバム『J.Lo』は不振に終わったかのように見られたが、アーヴ・ゴッティ (Irv Gotti) にリミックスを依頼し、起死回生を果たす。以降、順調に音楽のキャリアも築き上げてゆく。
音楽性は、先述の通りプエルトリコ系ということもあり、英語の他、スペイン語で歌っている曲（『Qué Hiciste』など）もある。R&Bを意識した音作りもしており、ニューヨークで活動する数多くのラッパー達を客演に迎えている。また、歌手デビュー前にジャネット・ジャクソンのバックダンサーを務めたことがあり、ダンスミュージックの要素も強い。
レーベルはデビュー以来エピック・レコードであったが、当初2010年1月に発売予定だったアルバム『Love?』の発売直前に同社との契約を解消し、『Love?』はIsland Records（日本ではユニバーサルミュージック）から2011年4月に発売となった。同アルバムからのシングル『On The Floor』は、Billboard Hot 100で3位まで上昇する大ヒットとなった。
現在までのシングル・アルバムの総売上枚数は8千万枚を売り上げたとされている。

## 人物
わがままな性格でもよく知られており、宿泊先のホテルに必ず出される要求には、

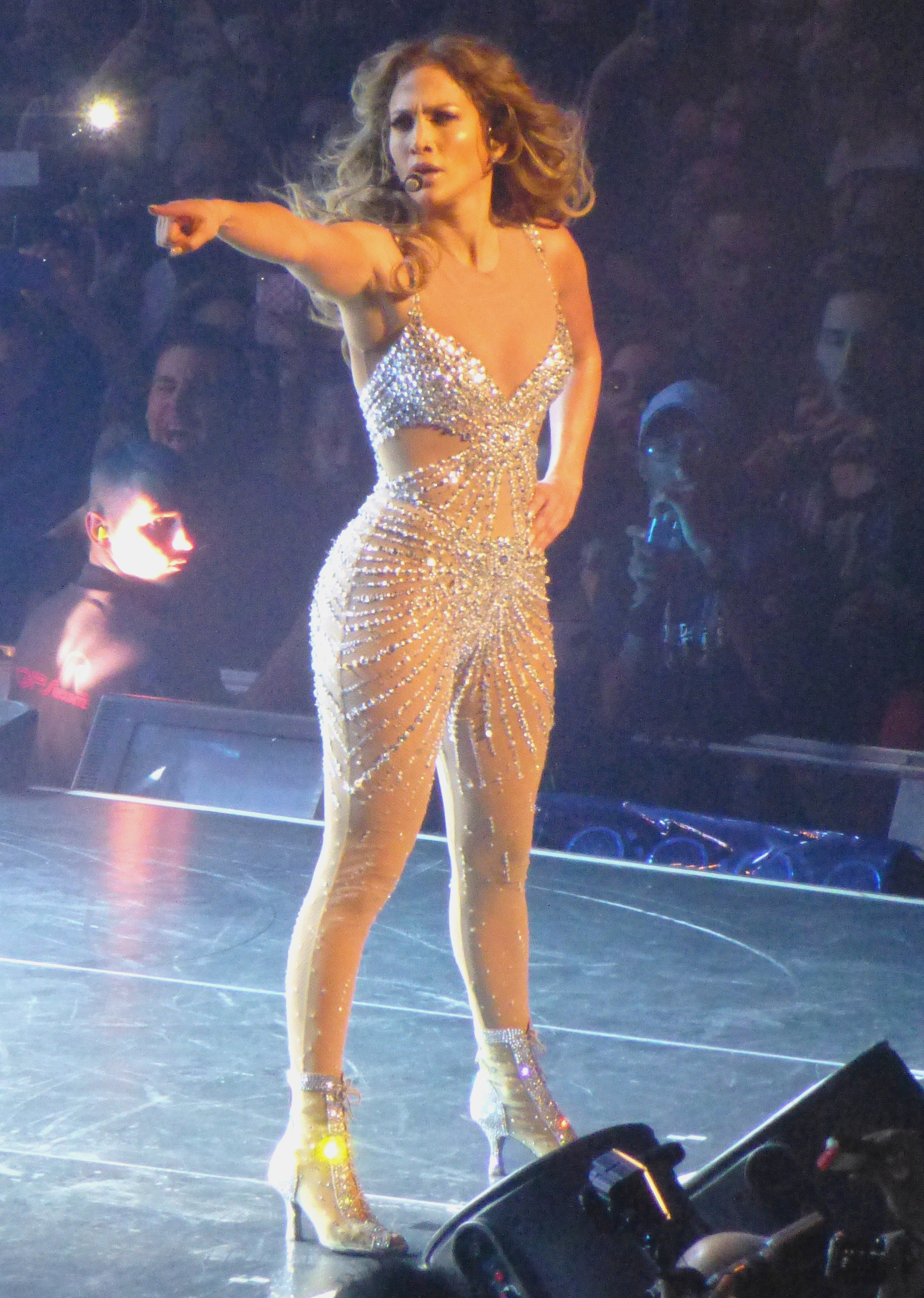
2012年

1. 部屋の壁は白く塗装されている。[要出典]
2. 飾花は白いユリまたはバラ。[要出典]
3. Diptyque社製の白いキャンドルを部屋中に配置。[要出典]
4. 室温は25.5℃に設定。[要出典]

など。同行者が100人ほどホテルに訪れることも知られている。
2001年にはBBCとのインタビューの際は90名もの付き人を従え、9つのドレスルームを要求。
アフリカのAIDS問題への寄付活動のための撮影ではDiptyque社製のキャンドルなどに加え、今度は黄色のバラに赤を入れたものやアップルパイ、45フィートのトレイラーなどがジェニファーのために用意された。
これらのわがままな要求によってインドで開催されたクリケットのプレミア・リーグの開会式への出席をキャンセルされた事もあった。
愛車として超高級スポーツカーのブガッティ・ヴェイロンを所有している。
LGBTQ+アライとしても知られており、自身の双子のひとり、エメに対して、女性に使われる「she/her」や男性に使われる「he/him」ではなく、そのどちらにも限定しない、ニュートラルな「they/them」というジェンダー代名詞（プロナウン）を使った。
ジャネット・ジャクソンの「愛の法則」のミュージック・ビデオを観たことで業界に入ることを志した。1993年にはジャネットの曲「それが愛というものだから」のビデオにバックダンサーの一人として出演している。
ヒップのサイズに注目が集まることが多く、「巨尻ブームの先駆け」などと称される。2010年には「最も有名なお尻」というランキングの1位に選出された。

## 私生活

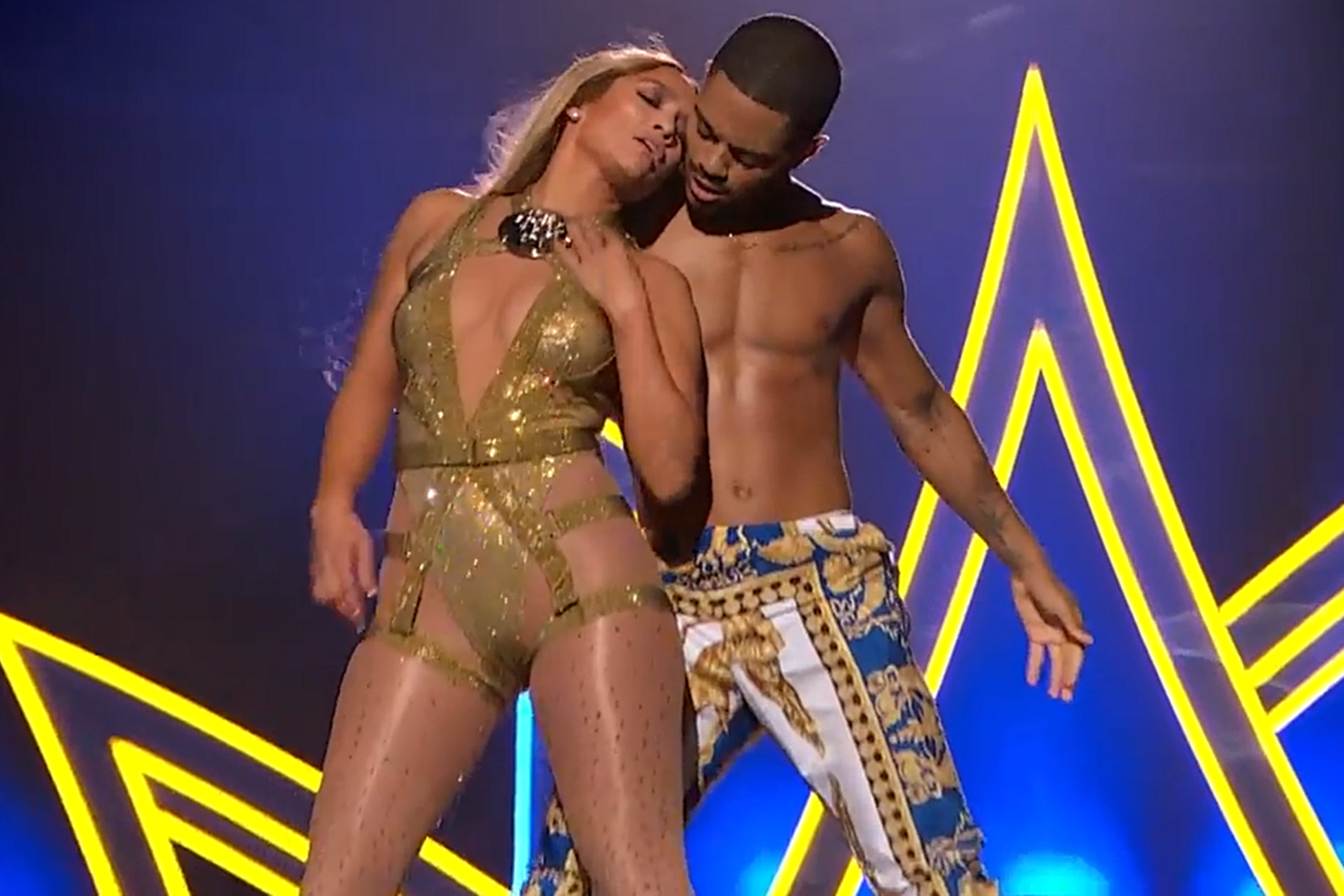
2018年

その輝くような美貌から、男性関係が派手なことでも有名である。最初の夫はマイアミのレストランでウェイターをしていたキューバ出身のオジャニ・ノアで当時女優としてブレイクをし始めていたジェニファーがナンパをしたことがきっかけで交際をスタート。1997年に結婚したが、約11か月後に離婚した。
1999年から2001年まで頃にはラッパー/プロデューサーのショーン・コムズ（ディディ）と交際、破局した。
交際の中で、1999年にナイトクラブでの銃撃事件を起こしたコムズがロペスとともにその場を逃走、その後警察に捕らえられたコムズの車から盗難銃が見つかったことによってコムズとロペス含む4人が逮捕されるという事件を起こした。
2001年にはバックダンサーであったクリス・ジャッド (Cris Judd) と結婚したが約9ヶ月で離婚。
2002年10月に俳優のベン・アフレックと婚約し、熱々ぶりを見せ付けていたが、2004年1月20日に破局。
2004年6月8日に1999年のファースト・アルバムで濃厚なデュエットを歌っていた歌手のマーク・アンソニーと結婚した。2008年2月22日にロングアイランドで男女の双子を出産。第一子の女児をエミー・マリベル (Emme Maribel) と命名。第二子の男児をマクシミリアン・“マックス”・デイヴィッド (Maximilian "Max" David) と命名。2011年7月16日、『ピープル』誌独占で離婚声明をアンソニーと共同で発表。「私たちは結婚生活を終わらせる決断をしました。たいへん難しい決断でしたが、友好的にこの結論に辿り着きました。このたびは私たちのプライバシーを尊重していただき感謝しております。」と述べた。
2017年3月に元ニューヨーク・ヤンキース選手のアレックス・ロドリゲスとの交際が噂され、4月には交際中であることを認めた。2019年3月アレックス・ロドリゲスとの婚約を発表。しかし2年後の2021年4月にロドリゲスとの婚約を解消。
2022年4月8日、一度破局した俳優のベン・アフレックと20年の歳月を超えて再び婚約したことを発表。同年7月に結婚し、本名も夫の姓であるアフレックに改名した。
2024年8月20日、ロペスは2024年4月26日付でアフレックとの離婚を申請した。また、本名をジェニファー・リン・ロペスに戻すよう要求した。2025年に離婚が成立した。

## 資産・金銭・裁判
2005年2月、Hollywood News Wireによれば、かつて交際していたベン・アフレックがジェニファーに贈った6.1カラットのピンク・ダイヤモンドの婚約指輪が宝石商ハリー・ウィンストンのもとで売りに出されたという。この指輪はベンが1億2千万円で購入したもので、2004年の破局の際にジェニファーがベンに返したとされている。
2005年10月、Hollywood News Wireによれば、ロサンゼルスの自宅を約15億5千万円で売りに出したという。この自宅は2003年に建てられた豪邸で、寝室が4つと浴室が8つあり、プールとテニスコートと映写室を備えているという。この豪邸以外にもビバリーヒルズとマイアミにも豪邸を所有している。
2007年1月、米経済誌『フォーブス』が「エンターテイメント界で活躍する女性で資産の多い女性」のトップ20を発表し、総資産1億1千万ドル（日本円で約133億円）で9位にランクインした。
2007年8月、元夫のオジャニ・ノアとの間で争っていた裁判で勝訴し、慰謝料およそ54万5千ドル（日本円で約6千万円）を手に入れたという。この元夫オジャニ・ノアは離婚の際にジェニファーとの過去の私生活に関して暴露はしないという合意をしたにもかかわらず、2006年にジェニファーとの私生活や性生活についての赤裸々な暴露本『知られざる真実』を出版しようとしてジェニファーと裁判になっていた。また、オジャニ・ノアは500万ドル（日本円で約6億円）でジェニファー側に出版の差し止めの話を持ち出していた。裁判の結果、オジャニ・ノアの暴露本は離婚合意に違反していると認められ、合意違反の20万ドル、弁護士費用の30万ドル、調停代の48,000ドルをオジャニ・ノアは支払うように命じられた。
2008年2月、生まれてくる双子の写真の掲載の権利を600万ドル（日本円で約6億4800万円）でピープル誌と契約したことがわかった。この金額はこれまでピープル誌が取引した契約金額の中で2番目に高額である。
2009年11月、ジェニファーとの結婚生活を暴露する内容の映画の公開を計画し、販売先を探していた元夫のオジャニ・ノアに対して、映画公開の差し止めと慰謝料1千万ドル（日本円で約9億円）を求める訴訟を起こした。ロサンゼルス高等裁判所に提出された訴状によれば、この暴露映画は『How I Married Jennifer Lopez: The JLo and Ojani Noa Story（私がどのようにしてジェニファー・ロペスと結婚したか：ジェイローとオジャニの物語』というタイトルで、内容はオジャニ・ノアとジェニファーの結婚生活を描いたもので、オジャニが所有していた1997年の新婚旅行時のホームビデオの映像も含んでおり、裸のジェニファーを映した映像やセックスをしている映像まであるという。ロサンゼルス高等裁判所はジェニファーの訴えを受け、オジャニ・ノアに対して「以前にジェニファーとの間で合意した契約を違反する可能性がある」として審理が開かれるまでの仮差し止めを命令した。この命令を受けたオジャニは「かつてジェニファーの母親が自分のホームビデオを許可なしに売ったのに、今回の件に対して差し止めを命じるのはおかしい」と主張し、ジェニファーに対し、1億ドル（日本円で約90億円）の逆訴訟を起こした。さらに問題のテープを誰でも見ることができる裁判記録として登録することを計画しているという。
2010年9月、米TMZによると米人気のオーディション番組『アメリカン・アイドル』に1200万ドル（日本円で約10億円）で1年間出演する契約をしたという。当初、出演する際にジェニファーは1年間で2千万ドル（日本円で約17億円）のギャラを提示したが却下され、次に1年間で1500万ドル（日本円で約12億円）を提示したが交渉は難航。結果的にジェニファーが折れる形で1200万ドルでの契約が成立したという。

## 香水
日本では、株式会社ウエニ貿易が販売代理店となっている。
- Glow by J.Lo (2002)
- Still (2003)
- Miami Glow (2004)
- Live (2005)
- Glow After Dark (2006)
- Live Luxe (2006)
- Love at First Glow (2007)
- Deseo (2008)
- Deseo for Men (2008)
- Deseo Forever (2008)
- Live Platinum (2008)
- Sunkissed Glow (2009)
- My Glow (2009)
- Blue Glow (2009)
- Love and Glamour (2010)
- L.A. Glow (2010)
- Love and Light (2011)
- Glowing (2012)
- JLove (2013)
- Rio Glow (2013)
- Forever Glowing (2013)
- Glowing Goddess (2014)

## フィルモグラフィー

### 映画
| 年   | 邦題 原題                                                    | 役名                             | 備考     | 吹き替え                                                                   |
| ---- | ------------------------------------------------------------ | -------------------------------- | -------- | -------------------------------------------------------------------------- |
| 1986 | マイリトルガール きらめきの夏 My Little Girl                 | マイラ                           |          |                                                                            |
| 1993 | ジェニファー・ロペスの救命看護 Lost in the Wild              | ロジー・ロメロ                   |          |                                                                            |
| 1995 | ミ・ファミリア My Family                                     | 若い頃のマリア                   |          |                                                                            |
| 1995 | マネー・トレイン Money Train                                 | グレース・サンティアゴ           |          | 相沢恵子（ソフト版） 勝生真沙子（フジテレビ版） 山像かおり（テレビ朝日版） |
| 1996 | ジャック Jack                                                | ミス・マルケズ                   |          | 日野由利加（ソフト版） 渡辺美佐（フジテレビ版）                            |
| 1996 | ブラッド&ワイン Blood and Wine                               | ガブリエラ                       |          | 日野由利加                                                                 |
| 1997 | セレナ Selena                                                | セレナ・キンタニーヤ             |          | 松本梨香                                                                   |
| 1997 | アナコンダ Anaconda                                          | テリー・フロレス                 |          | 横尾まり（ソフト版） 佐々木優子（テレビ朝日版）                            |
| 1997 | Uターン U Turn                                               | グレース・マッケナ               |          | 杉村理加                                                                   |
| 1998 | アウト・オブ・サイト Out of Sight                            | カレン・シスコ                   |          | 小宮和枝（ソフト版） 深見梨加（日本テレビ版）                              |
| 1998 | アンツ Antz                                                  | アステカ                         | 声の出演 | 坂本千夏                                                                   |
| 2000 | ザ・セル The Cell                                            | キャサリン・ディーン             |          | 相沢恵子                                                                   |
| 2001 | ウェディング・プランナー The Wedding Planner                 | メアリー・フィオーレ             |          | 山崎美貴（ソフト版） 松本梨香（テレビ朝日版）                              |
| 2001 | エンジェル・アイズ Angel Eyes                                | シャロン・ポーグ                 |          | 佐々木優子                                                                 |
| 2002 | イナフ Enough                                                | スリム・ヒラー                   |          | 藤貴子（ソフト版） 本田貴子（テレビ東京版）                                |
| 2002 | メイド・イン・マンハッタン Maid in Manhattan                 | マリサ・ヴェンチュラ             |          | 田中敦子（ソフト版） 冬馬由美（機内上映版）                                |
| 2003 | ジーリ Gigli                                                 | リッキー                         |          | 田中敦子                                                                   |
| 2004 | Shall we Dance? シャル・ウィ・ダンス? Shall We Dance?        | ポリーナ                         |          | 田中敦子（ソフト版） 岡寛恵（日本テレビ版）                                |
| 2004 | 世界で一番パパが好き! Jersey Girl                            | ガートルード・ステイニー         |          | 日野由利加                                                                 |
| 2005 | ウエディング宣言 Monster-in-Law                              | シャーロット・キャンティリーニ   |          | 魏涼子                                                                     |
| 2005 | アンフィニッシュ・ライフ An Unfinished Life                  | ジーン・ギルキーソン             |          | 田中敦子                                                                   |
| 2006 | ボーダータウン 報道されない殺人者 Bordertown                 | ローレン・エイドリアン           |          | 田中敦子                                                                   |
| 2006 | エル・カンタンテ El Cantante                                 | プッチ                           | 兼製作   | 田中敦子                                                                   |
| 2010 | カレには言えない私のケイカク The Back-Up Plan                | ゾーイ                           |          |                                                                            |
| 2012 | 恋愛だけじゃダメかしら? What to Expect When You're Expecting | ホリー                           |          | 藤貴子                                                                     |
| 2012 | アイス・エイジ4/パイレーツ大冒険 Ice Age: Continental Drift  | シーラ                           | 声の出演 | 杉村理加                                                                   |
| 2013 | PARKER/パーカー Parker                                       | レスリー・ロジャース             |          | 藤本喜久子                                                                 |
| 2015 | ジェニファー・ロペス 戦慄の誘惑 The Boy Next Door            | クレア・パターソン               | 兼製作   | 朴璐美                                                                     |
| 2015 | ホーム 宇宙人ブーヴのゆかいな大冒険 Home                     | ルーシー                         | 声の出演 | 高乃麗                                                                     |
| 2016 | アイス・エイジ5/止めろ! 惑星大衝突 Ice Age: Collision Course | シーラ                           | 声の出演 | 杉村理加                                                                   |
| 2018 | セカンド・アクト Second Act                                  | マヤ                             | 兼制作   | 藤本喜久子                                                                 |
| 2019 | ハスラーズ Hustlers                                          | ラモーナ・ヴェガ                 | 兼製作   | 藤本喜久子                                                                 |
| 2022 | マリー・ミー Marry Me                                        | カタリーナ・"カット"・ヴァルデス | 兼製作   | 朴璐美                                                                     |
| 2022 | ジェニファー・ロペス: ハーフタイム HALFTIME                  | 本人役                           |          | 藤本喜久子                                                                 |
| 2023 | ショットガン・ウェディング Shotgun Wedding                   | ダーシー                         | 兼制作   |                                                                            |
| 2023 | ザ・マザー The Mother                                        | マザー                           | 兼製作   | 藤本喜久子                                                                 |
| 2024 | アトラス Atlas                                               | アトラス                         |          | 藤本喜久子                                                                 |

### テレビシリーズ
| 年        | 邦題/原題                                              | 役名                                    | 備考              | 吹き替え   |
| --------- | ------------------------------------------------------ | --------------------------------------- | ----------------- | ---------- |
| 1991-1993 | In Living Color                                        | Fly Girl                                | 計61話            |            |
| 2004      | ふたりは友達? ウィル&グレイス Will & Grace             | ジェニファー・ロペス                    | 計3話             |            |
| 2016-     | シェイズ・オブ・ブルー ブルックリン警察 Shades of Blue | ハーリー・サントス                      | 製作・主演 計26話 | 日野由利加 |
| 2018      | ふたりは友達? ウィル&グレイス Will & Grace             | ハーリー・サントス ジェニファー・ロペス |                   |            |

## ディスコグラフィー
- On The 6（1999年）
- J. Lo（2001年）

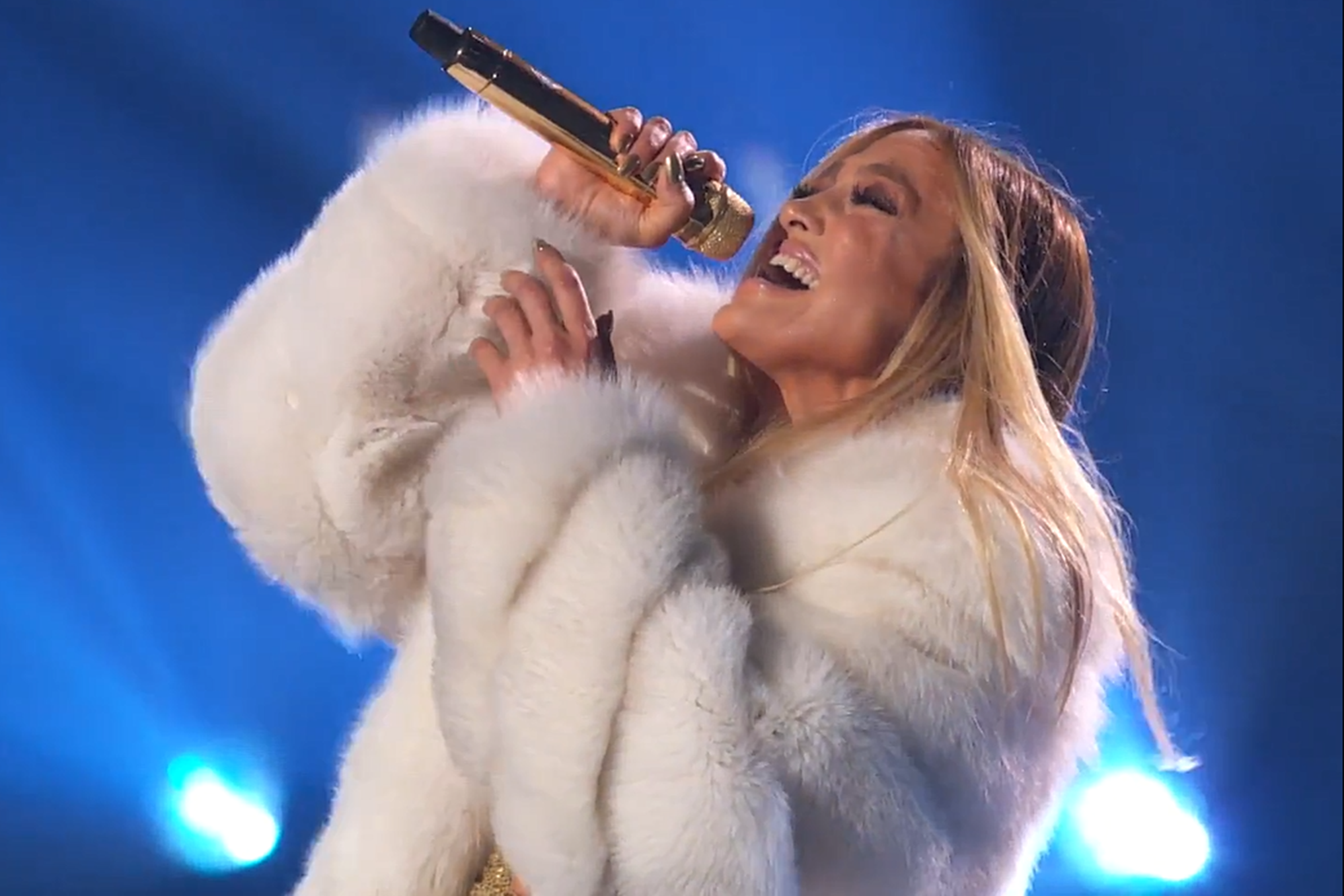
2018年

- This Is Me... Then（2002年）
- Rebirth（2005年）
- Como Ama una Mujer（2007年）
- Brave（2007年）
- Love?（2011年）
- A.K.A.（2014年）
- Por Primera Vez (2017年) ※発売中止
- This Is Me... Now（2024年）

## 日本語吹き替え
主に担当しているのは、以下の二人である。
田中敦子
『メイド・イン・マンハッタン』で初担当。以降数多くの作品を担当し、ロペスの吹き替え声優として知られている。
藤本喜久子
『PARKER/パーカー』で初担当。田中の次に多く吹き替えている。
このほかにも、相沢恵子、日野由利加、松本梨香、佐々木優子なども複数回、声を当てている。